# Isopogon formosus
Isopogon formosus är en tvåhjärtbladig växtart. Isopogon formosus ingår i släktet Isopogon och familjen Proteaceae.

## Underarter
Arten delas in i följande underarter:
- I. f. dasylepis
- I. f. formosus